# Maszáj zsiráf
A maszáj zsiráf vagy kilimandzsárói zsiráf (Giraffa tippelskirchi) a zsiráf egyik faja. Kelet-Afrikában őshonos; Kenya középső-és déli részén, valamint Tanzániában található meg. Jellegzetes szaggatott, szabálytalan levélszerű foltjai vannak, amelyek a patától a fejig terjednek. Tanzánia nemzeti állata.

## Leírása
A maszáj zsiráfot a testén található szaggatott és szabálytalan foltok jellemzik. Földrajzi elterjedése Kelet-Afrika különböző részeit foglalja magában. Ez a legnagyobb testű zsiráffaj, így bolygónk legmagasabb szárazföldi állata. A bikák általában nagyobbak és nehezebbek, mint a tehenek, súlyuk 1300 kilogogram körül mozog és 5,5 méter magasra nőnek. A vadon élő egyedek a 30 éves kort is elérhetik, valamint fogságban általában ennél tovább él. Legismertebb tulajdonsága, hogy a nyaka hét csigolyát tartalmaz, ami testmagasságának nagyjából egyharmadát teszi ki. Hosszú, izmos és tapadós nyelve, amely akár 50 centiméter is lehet, lehetővé teszi, hogy megragadhassa a magas fák leveleit, amelyek más állatok számára hozzáférhetetlenek. Úgy gondolják, hogy a nyelv sötétebb pigmentje természetes fényvédőként működik, és megakadályozza a leégést. A fej tetején két csontos szarvacska található, amelyeket vastag bőr borít és a hegyükön sötét szőr található. Ezeket felhasználja a harcok során az ellenfél ütésére. A maszáj zsiráf vágta közben elérheti akár a 64 kilométer/órás sebességet.

## Természetvédelmi helyzete
A Természetvédelmi Világszövetség (IUCN) a maszáj zsiráfot veszélyeztetettnek tekinti, populációja az elmúlt évtizedekben 52%-kal csökkent az orvvadászat és az élőhelyek elvesztése miatt. A vadon élő populáció 32 550 egyedből áll. A védett területeken belül és kívül élő vadon élő zsiráfok népesedési vizsgálatai azt sugallják, hogy a védett területeken kívül a felnőttek túlélési esélye az orvvadászat miatt alacsony, míg a borjaké a védett területeken a ragadozás miatt alacsony; ezek az elsődleges hatások a populáció növekedési ütemére. A zsiráfborjak túlélését befolyásolja a születési időszak, valamint a hosszú távú vándorutat megtevő gnú-és zebracsordák szezonális helyi jelenléte vagy hiánya. A metapopulációs elemzés kimutatta, hogy a védett területek fontosak a zsiráfok nagyobb tájon való eltartása szempontjából.
A maszáj zsiráfok in situ (természetes élőhelyén történő) megőrzését számos kormányzati ügynökség végzi, mint a Kenyai Vadvédelmi Szolgálat, a Tanzániai Nemzeti Parkok Hatósága, a Zambiai Vadvédelmi Hatóság; és nem kormányzati szervezetek, köztük a PAMS Alapítvány és a Wild Nature Institute. A közösségi alapú természetvédelmi területek szintén hatékonynak bizonyulnak a zsiráfok védelme szempontjából.
Több mint 100 maszáj zsiráf él fogságban az AZA által akkreditált állatkertekben az Egyesült Államokban. Számos állatkertben a tenyésztése sikeresnek bizonyult.
A maszáj zsiráf a zsiráfokra jellemző bőrbetegségben szenvedhet, amely egy ismeretlen etiológiai hátterű rendellenesség, amely elváltozásokat okoz a mellső végtagokon. Ezt a rendellenességet tovább vizsgálják, hogy jobban megértsük ennek a fajnak az elhalálozását.

## Fordítás
- Ez a szócikk részben vagy egészben  a   Masai giraffe című angol Wikipédia-szócikk fordításán alapul.  Az eredeti cikk szerkesztőit annak laptörténete sorolja fel. Ez a jelzés csupán a megfogalmazás eredetét és a szerzői jogokat jelzi, nem szolgál a cikkben szereplő információk forrásmegjelöléseként.